# Venturia carpophila
Venturia carpophila là một loài Ascomycetes trong họ Venturiaceae. Loài này được E.E.Fishe miêu tả khoa học đầu tiên năm 1961.
Đây là loài gây hại phát triển phổ biến ở Uzbekistan.